# Johann Hüglin
Johann Hüglin (* vor 1490 in Lindau (Bodensee); † 10. Mai 1527 in Meersburg) war Frühmessner (Pfarrer) in dem am Bodensee gelegenen Pfarrdorf Sernatingen (heute Bodman-Ludwigshafen, damals zur Reichsstadt Überlingen gehörig). Er gilt als evangelischer Märtyrer.

## Leben
Johann Hüglin wurde als Sohn eines Scherers in Lindau geboren. Er erhielt das Amt eines Frühmessners in Sernatingen und setzte sich zu Beginn der Bauernkriege für die Bauern seiner Gemeinde ein. Im Überlinger Gebiet, überhaupt am Nordufer des Bodensees nahm der Aufstand beträchtliche Ausmaße an; die „Bodenseer“ waren nach den „Baldtringern“ und den „Algeuern“ der dritte organisierte Haufen der Bauern.
Der Bauernaufstand wurde 1526 niedergeworfen. Kaiser Karl V. ordnete an, dass Geistliche, die sich der Reformation oder dem Bauernaufstand angeschlossen hatten, hart bestraft werden sollten. In dieser Zeit der Denunziationen und Anklagen wurde auch Hüglin, möglicherweise von dem gegenreformatorisch engagierten Überlinger Pfarrer Dr. Johann Schlupf (Amtszeit 1506–1527), als Ketzer angezeigt. Johann Hüglin wurde dementsprechend zusammen mit drei weiteren Geistlichen, die sich ebenso wie Hüglin positiv über die Reformation geäußert hatten, von der Überlinger Obrigkeit festgenommen und vor dem Gericht des Bischofs von Konstanz wegen angeblicher Beteiligung am Bauernaufstand und reformatorischer Umtriebe angeklagt. Die Voruntersuchung in Sernatingen wurde durch den Überlinger Ratsherrn Kaspar Dornsperger geführt. Der amtliche Bericht an den Hofmeister des Bischofs, Hans von Fridingen in Meersburg, enthielt unter anderem die Anschuldigung, Hüglin habe, obwohl keine Not bestand, an Fastentagen Fleisch gegessen. Außerdem wurde er beschuldigt, mit ketzerischen und aufrührerischen Reden im Wirtshaus die Bauern aufgehetzt zu haben.
Die anderen Festgenommenen schworen der lutherischen Lehre ab und wurden nach kurzer Haft in Meersburg freigelassen, während Hüglin, gegen den die schwersten Anschuldigungen vorlagen, in einem der Türme des Meersburger Schlosses interniert wurde. Einigen Anschuldigungen widersprach er, andere, seine evangelischen Lehren betreffend, gab er zu. Trotz Überredungsversuchen durch den bischöflichen Generalvikar und Dominikaner Wendelin Fabri (Lebenszeit um 1465–1533) und den Predigermönch Antonius Pirata sowie Folter ließ er sich nicht dazu bewegen, sich negativ über Martin Luthers Lehre zu äußern oder sich zu Anschuldigungen zu bekennen, die er von sich gewiesen hatte. Die Gelehrten des Bischofs versuchten erfolglos, ihn mit angeblichen biblischen Argumenten zu überzeugen. Hüglin wurde auch von dem im Schloss residierenden Bischof von Konstanz, Hugo von Hohenlandenberg, persönlich verhört.
Am 10. Februar 1527 ließ Hüglins Schwester Katharina, die Ehefrau des Goldschmieds Ulrich Heim, wohnhaft in Baden im Aargau, vom Badener Schultheiß und Rat eine Eingabe an den Bischof schreiben, um Hüglins Freilassung zu erwirken.
Am 6. Mai 1527 wurde in Konstanz vom Rat der Stadt den letzten römisch-katholischen Predigern ihre Tätigkeit verboten.

### Prozess
Johann Hüglin wurde am Freitag vor Jubilate, dem 10. Mai 1527, auf dem Meersburger Marktplatz öffentlich vor Gericht gestellt. Dazu war dort eigens ein Gerüst aufgebaut worden. Den Vorsitz führte der Weihbischof in Konstanz und Titularbischof von Ascalon Melchior Fattlin (Amtszeit 1518–1548), der mit einem feierlichen Messgewand bekleidet war; ferner waren die geistlichen Räte des bischöflichen Konsistoriums anwesend: zur Linken des Weihbischofs der Abt von Petershausen, Gebhart II. Dornsperger (Amtszeit 1526–1556), zur Rechten der Abt von Kreuzlingen und päpstliche Exekutor Peter Babenberg (Amtszeit 1497–1545), ferner Wendelin Fabri, Oswald Wendelin, Antonius Pirata, Peter Speyser, mittlerweile bischöflicher Generalvikar, und der Meersburger Pfarrer Christoph Golter. Als weltlicher Richter fungierte der bischöfliche Vogt von Meersburg, Kilian Reichlin von Meldegg (gestorben 1529). Auf die Anklage durch einen Notar, er sei ein Ketzer, antwortete Hüglin, er lehre und halte nichts Anderes als die Lehre Christi und Pauli, und ließe sich nur aufgrund der Bibel überzeugen, wenn er geirrt habe. Er wurde angewiesen, nur mit „Ja“ oder „Nein“ zu antworten, da es sich nicht gehöre, vor dem Volk über solche Dinge zu reden. Hüglin rief daraufhin laut Gott um Hilfe an. Danach verlas der Kläger die Anklageschrift auf Deutsch.

#### Anklagepunkte
Die 21 Anklagepunkte, die sich aus der Folter ergeben hatten, waren:
1. Ablehnung jeglicher Obrigkeit
2. Lehre von der Freiheit des Christenmenschen, Ablehnung von Steuerleistungen
3. Ablehnung aller Sakramente außer Taufe und Abendmahl
4. Ablehnung der Werkgerechtigkeit
5. Ablehnung des Fastens und anderer Kirchenbräuche
6. Lektüre von Schriften Martin Luthers, darunter Von der babylonischen Gefangenschaft der Kirche und eines über die Psalmen, ferner Lektüre von Werken des Johannes Bugenhagen
7. Hören von lutherischen und nicht-lutherischen Predigten, wobei ihm die lutherischen mehr zugesagt hätten
8. Besitz der Übersetzung des Neuen Testaments Martin Luthers, in dem er hunderte Verfälschungen göttlichen Wortes vorgenommen habe
9. Missachtung von Festtagen mit Ausnahme des Sonntags und der Marienfeste
10. Ablehnung der Lehre vom Messopfer
11. Befürwortung der Kelchkommunion
12. Ablehnung des Zölibats, er sei nur aus Angst vor der Obrigkeit unverheiratet
13. Ablehnung der Lehre vom Fegefeuer
14. Mithilfe beim Verfassen der Zwölf Artikel der aufrührerischen Bauern
15. Verfassen von Briefen zur Unterstützung des Aufstands, unter anderem an Johann Benkler, den Anführer des Hegauerhaufens der Bauern
16. Ablehnung von Requien und Jahrzeiten
17. Zulassung der Entfernung von Bildern
18. Ablehnung von Konzilsbeschlüssen
19. Unterredungen mit lutherischen Predigern über die Bauernartikel, wobei er diese gut geheißen habe
20. Ablehnung des Evangeliums sowie von kirchlichen Satzungen und Verordnungen
21. Mangelnder Glaube an die Wirksamkeit von Seelenmessen

#### Verteidigung
Zu seiner Verteidigung führte Hüglin an, dass
- (zu 1) er die Bauern während des Aufstandes zum Gehorsam gegenüber der Obrigkeit aufgerufen habe, was auch die Bibel lehre und woran auch er selbst sich dem Bischof gegenüber gehalten habe
- (2) er mit der Freiheit des Christenmenschen nur die Gewissensfreiheit gemeint habe; bei seiner schriftlichen Bitte um Erlaß von Steuerleistungen für die Bauern sei er auf deren Drängen hin nur auf ein Angebot des Rates von Überlingen eingegangen, das für den Fall gemacht wurde, dass die Sernatinger Bauern sich nicht dem Aufstand anschließen würden; er habe damit die Obrigkeit schützen und nicht den Aufstand unterstützen wollen; allein Gott wisse, ob er sich damit versündigt habe; er vertraue aber auf die Vergebung Gottes
- (3) er die übrigen Sakramente außer Taufe und Abendmahl für entbehrlich halte, da man auch selig werden könne, ohne beispielsweise die letzte Ölung oder die Priesterweihe erhalten zu haben oder verheiratet zu sein, wie auch die römisch-katholische Kirche lehre, er rief aber nicht zur Abschaffung der entbehrlichen Sakramente auf

Hüglins geschickte Argumentation brachte den Gerichtshof in Verlegenheit, deshalb wurde seine Rede an dieser Stelle von der Aufforderung des Vikars unterbrochen, nicht zu „disputieren“, sondern auf Lateinisch zu antworten, und zwar nur mit „credo“ (ich glaube es) oder „non credo“ (ich glaube es nicht); diesem kam er aber nicht nach, da er meinte, es müssten immer beide Seiten gehört werden, da seine Worte sonst verfälscht würden, und berief sich auf göttliches und kaiserliches Recht. Er betonte, dass er nicht aufgrund seines persönlichen Glaubens, sondern nur aufgrund seiner Lehre verurteilt werden dürfe, selbst Hannas habe Christus nicht wegen seines Glaubens, sondern aufgrund seiner Lehren verurteilt. Er warnte seine Richter, nicht vorschnell zu urteilen, damit sie nicht den Zorn Gottes auf sich zögen. Er fuhr fort, dass
- (weiter zu 3) er schon unter Folter gesagt habe, dass seine Auffassung zu den Sakramenten sich auf der Bibel gründe, nicht auf Luthers Meinung
- (4) er der Meinung sei, dass gute Werke nur Blendwerk seien, wenn sie nicht aus Glauben erwüchsen, wie Christus selbst lehrte
- (5) er Fleisch an Fastentagen erlaubtermassen aus einer Notlage heraus gegessen habe; jeder müsse sich in dieser Frage aber aufgrund seines Gewissens nur vor Gott verantworten; er verwerfe die guten Bräuche aber nicht
- (6) er die fraglichen lutherischen Schriften schon vor drei Jahren vom Pfarrherrn von Bodman erhalten habe und das bloße Lesen nicht als Verbrechen betrachte, die Bibel selbst sage: Prüfet alles
- (7) er lutherischen Predigten nicht zugestimmt habe, weil sie von Luther seien, sondern weil er ihre Aussagen für wahr und dem Wort Gottes entsprechend hielte, er sei gar nicht gelehrt genug, um nach anderen Kriterien darüber zu urteilen
- (8) er zwar eine Übersetzung des Neuen Testaments durch Luther besessen habe, ihm darin aber weder Übersetzungsfehler aufgefallen seien, noch dass es er selbst Änderungen am Wort Gottes vorgenommen habe
- (9) er nicht die Festtage, sondern deren Missbrauch zu unchristlichen Vergnügungen ablehne
- (10) er nur der Lehre des Paulus folge, wenn er sage, dass Christus nur einmal, nämlich am Kreuz, geopfert wurde, und kein weiteres Opfer notwendig sei, und er eine Abendmahlslehre, die über das hinausgehe, was aus den Einsetzungsworten folge, ablehne
- (11) er die Spendung des Abendmahlssakraments in beiderlei Gestalt befürworte, da dies aus den Einsetzungsworten Christi und auch den Schriften des Paulus folge, es sei der Wille Gottes
- (12) er das Zölibat in der Tat nicht für notwendig hielte
- (13) er keine endgültige Meinung zum Thema des Fegefeuers habe; er folge der Lehre der Bibel, die nichts darüber aussage, und wolle nicht dem Konzil von Nicäa widersprechen; unter der Folter habe er bereits gesagt, diese sei ihm schon ein Fegefeuer
- (zu 14 und 15) es sich bei seiner für die Bauern verfassten Schrift lediglich um eine Bittschrift gehandelt habe, zu welcher der Rat von Überlingen aufgefordert habe
- (16 und 21) die Existenz des Fegefeuers nicht nachweisbar und damit auch kein Opfer für die Toten notwendig sei.

Hüglin brach in Tränen aus, wie auch einige Zuschauer der Verhandlung, womit er den Spott des Vikars auf sich zog. Hüglin meinte, er selbst sei des Auslachens nicht wert, der Vikar solle aber über sich selbst lachen, da er nicht wisse, was er tue. Der Vikar errötete. Hüglin bat das Gericht, nicht vorschnell zu urteilen, und flehte erneut Gott um Hilfe und die Umstehenden um Fürbitte an. Er schloss seine Verteidigungsrede damit, dass er sich in den Willen Gottes ergebe, der seine Hoffnung und Zuversicht sei.

#### Zeugenverhör
Danach folgte das Zeugenverhör. Als die beiden Zeugen vereidigt werden sollten, lehnte Hüglin dies ab, er vertraue darauf, dass sie die Wahrheit sagen würden. So wurde auf die Vereidigung verzichtet. Der zweite Zeuge gab an, einige der behaupteten Aussagen von Hüglin gehört zu haben, aber in der Form, wie er es in seinen Antworten vor Gericht ausgeführt habe.

#### Urteil
Obwohl die Anklage nicht bewiesen werden konnte, wurde Hüglin vom Vikar in lateinischer Sprache als Ketzer, Sünder gegen die Kirche und Zerstörer des Glaubens verurteilt. Seine Priesterwürde wurde ihm aberkannt. Ferner wurde er der weltlichen Obrigkeit, vertreten durch Reichlin von Meldegg, überantwortet. Es folgte ein Ritual zur Aberkennung der Priesterwürde:
Hüglin wurde vom Notar dem Weihbischof Fattlin vorgeführt, der auf Lateinisch anordnete, man solle Hüglin ein Priestergewand anlegen und ihn dann wieder vorführen. Hüglin betete laut, während er sich entsprechend kleidete, wobei er Gott dankte, dass er sich als frommer Priester gehalten habe; danach sprach er Psalmworte: „In dich, HERR, habe ich gehoffet.“ Fattlin zog ihm das Priestergewand aus, entfernte sich von ihm und beschimpfte ihn. Anschließend wurde ihm der Kopf geschoren. Dann wurden ihm mit einem Messer die Finger geschabt, um symbolisch den Chrisam seiner Priesterweihe zu entfernen. Danach bat der Weihbischof den üblichen Formalitäten entsprechend in seinem eigenen Namen und dem etlicher Äbte bei der weltlichen Obrigkeit um Gnade für Hüglin.
Anschließend klagte von Meldegg Hüglin als Verführer, Aufrührer und Ketzer an und verhängte als weltlicher Richter formell das Todesurteil durch Verbrennen über ihn.

## Rezeption

### Frühe Wirkungen und Behauptungen
Der Prozess gegen Hüglin war vor dem Einsetzen der Täuferverfolgung im Jahre 1527 neben den Prozessen gegen Caspar Tauber, Heinrich von Zütphen und Leonhard Kaiser einer der vier letzten Inquisitionsprozesse gegen Lutheraner im Heiligen Römischen Reich, die mit einem Todesurteil endeten und reichsweit Beachtung fanden. Gustav Schwab vermutete, dass Hüglins Schicksal mit zur erfolgreichen Verbreitung der Reformation in Lindau beigetragen habe.

### Zwei bekannte Flugschriften und deren Rezeption
Über den Fall Hüglin wurden zwei Flugschriften herausgegeben, eine davon in vier Auflagen. Johannes Stumpf beschrieb die Ereignisse aus evangelischer Sicht in einer Schrift.
(Link zur freien Online-Version im Kapitel „Literatur“), die in vier Auflagen erschien und als Augenzeugenbericht geschrieben war. Es handelte sich dabei um den ältesten gedruckten Bericht. Die Artikel, zu denen sich Hüglin laut dieser Flugschrift in seinem Prozess bekannt hatte, deckten sich im Wesentlichen mit den theologischen Grundüberzeugungen der lutherischen Reformation.
Heinrich Bullinger zitierte diese Flugschrift in seiner Reformationsgeschichte, die er im Jahre 1567 abschloss, verlegte dabei das Ereignis auf 1526 vor und schuf einen unzutreffenden Zusammenhang zur Badener Disputation, indem er der römisch-katholischen Seite vorwarf, nicht ernsthaft verhandeln zu wollen, und deutete an, dass dort Ulrich Zwinglis Leben gefährdet gewesen wäre. Er ging dabei wohl von einem geflügelten Wort aus, das spekulierte, Zwingli wäre es ein Jahr früher in Baden ebenso ergangen; der Fehler ergab sich wohl aus dem großen zeitlichen Abstand. Leopold von Ranke übernahm 1840 Bullingers Irrtum in seine Deutsche Geschichte im Zeitalter der Reformation.
Johannes Kessler übernahm das Wesentliche aus der Flugschrift in seine Sabbata, Ludwig Rabus zitierte sie bereits im 16. Jahrhundert in seinen Historien der Märtyrer, später erschien sie in Johann Jacob Ulrichs Miscellanea Tigurina. Der Konstanzer Schultheiß stützte sich in seiner Bistumschronik auf die Schrift. Diese Quellen bestätigen, ebenso wie der noch erhaltene Bittbrief von Hüglins Schwester, 1527 als Jahr der Ereignisse.
Peter Speyser und Christoph Golter, die an dem Prozess beteiligt waren, beschrieben die Ereignisse aus römisch-katholischer Sicht. Dieser Schrift zufolge bat Hüglin um eine nicht tödliche Körperstrafe.

## Ehrungen
Der Johannes-Hüglin-Weg in Meersburg und der Johann-Hüglin-Weg in Bodman-Ludwigshafen sind nach Johann Hüglin benannt, ebenso der Johannes-Hüglin-Saal der Evangelischen Kirchengemeinde Ludwigshafen am See (heutiger Name von Sernatingen).

## Gedenktag
10. Mai im Evangelischen Namenkalender.
Der Gedenktag wurde vor der Einführung des offiziellen Namenkalenders bereits geführt in:
- Theodor Fliedner: Buch der Märtyrer. Kaiserswerth 1849/1859, Band 4, S. 1399–1404
- Ferdinand Piper: Evangelischer Kalender. In Zeugen der Wahrheit. Berlin 1874/1875, Band 1, S. 14–25
- Preußischer Evangelischer Oberkirchenrat: Namenkalender für das deutsche Volk. Berlin 1876
- Jörg Erb: Die Wolke der Zeugen, Kassel 1964³, Band 2, S. 186–190

Ein Gedenktag an einem anderen Datum fand sich in:
- Kasper Goltwurm: Kirchen-Kalender. Frankfurt 1559